# División de Honor Andaluza 2019-20
La temporada 2019-20 de la División de Honor Andaluza de fútbol corresponde a la cuarta edición de este campeonato que ocupa el quinto nivel en el sistema de ligas de fútbol de España en Andalucía. Comenzó el 1 de septiembre de 2019 y finalizó de forma prematura el 8 de marzo de 2020.

## Sistema de competición
La liga consta de 37 clubes distribuidos por proximidad geográfica en un grupo de 18 y otro de 19 equipos, en el grupo 1 se incluyen los equipos de las provincias de Cádiz, Córdoba, Huelva y Sevilla; mientras que en el grupo 2 se incluyen los equipos de las provincias de Almería, Granada, Jaén y Málaga. Los tres primeros clasificados de cada grupo ascienden directamente a Tercera División.
En el mes de marzo de 2020 las competiciones se suspendieron por el brote del Coronavirus-2 del Síndrome Respiratorio Agudo Grave, considerada pandemia global. La Comisión Gestora de la Federación Andaluza aprobó la finalización de las competiciones regionales en la que se informó no habría descensos.

## Clasificaciones

### Grupo 1
| Pos. | Equipo                  | Pts. | PJ | G  | E  | P  | GF | GC | Dif. |                            |
| ---- | ----------------------- | ---- | -- | -- | -- | -- | -- | -- | ---- | -------------------------- |
| 1    | Castilleja C. F. (C, A) | 52   | 25 | 16 | 4  | 5  | 43 | 23 | +20  | Ascenso a Tercera División |
| 2    | C. D. Cabecense (A)     | 46   | 25 | 15 | 1  | 9  | 49 | 26 | +23  | Ascenso a Tercera División |
| 3    | La Palma C. F. (A)      | 45   | 25 | 13 | 7  | 5  | 41 | 29 | +12  | Ascenso a Tercera División |
| 4    | Atlético Onubense       | 40   | 25 | 11 | 7  | 7  | 35 | 21 | +14  |                            |
| 5    | Chiclana C. F.          | 40   | 25 | 12 | 4  | 9  | 35 | 34 | +1   |                            |
| 6    | Atlético Espeleño       | 39   | 25 | 11 | 6  | 8  | 43 | 30 | +13  |                            |
| 7    | U. D. Tomares           | 36   | 25 | 10 | 6  | 9  | 39 | 33 | +6   |                            |
| 8    | C. D. San Roque         | 35   | 25 | 10 | 5  | 10 | 33 | 25 | +8   |                            |
| 9    | A. D. Cartaya           | 35   | 25 | 8  | 11 | 6  | 28 | 21 | +7   |                            |
| 10   | Torreblanca C. F.       | 34   | 25 | 10 | 4  | 11 | 27 | 25 | +2   |                            |
| 11   | U. P. Viso              | 30   | 25 | 10 | 5  | 10 | 30 | 31 | −1   |                            |
| 12   | C. D. Guadalcacín       | 30   | 25 | 7  | 9  | 9  | 26 | 27 | −1   |                            |
| 13   | A. D. San José          | 30   | 25 | 8  | 6  | 11 | 41 | 43 | −2   |                            |
| 14   | Aroche C. F.            | 30   | 25 | 8  | 6  | 11 | 21 | 35 | −14  |                            |
| 15   | Isla Cristina F. C.     | 28   | 25 | 6  | 10 | 9  | 22 | 35 | −13  |                            |
| 16   | C. D. Alcalá            | 25   | 25 | 5  | 10 | 10 | 27 | 41 | −14  |                            |
| 17   | Atlético Algabeño       | 20   | 25 | 5  | 5  | 15 | 30 | 52 | −22  |                            |
| 18   | C. D. Ciudad Jardín     | 18   | 25 | 4  | 6  | 15 | 26 | 65 | −39  |                            |

Actualizado a los partidos jugados el 8 de marzo de 2020.
 Fuente: LaPreferente

### Grupo 2
| Pos. | Equipo                             | Pts. | PJ | G  | E  | P  | GF | GC | Dif. |                            |
| ---- | ---------------------------------- | ---- | -- | -- | -- | -- | -- | -- | ---- | -------------------------- |
| 1    | C. D. Alhaurino (C, A)             | 59   | 26 | 18 | 5  | 3  | 52 | 18 | +34  | Ascenso a Tercera División |
| 2    | Juventud de Torremolinos C. F. (A) | 57   | 27 | 16 | 9  | 2  | 43 | 23 | +20  | Ascenso a Tercera División |
| 3    | C. D. Estepona F. S. (A)           | 55   | 27 | 18 | 1  | 8  | 49 | 26 | +23  | Ascenso a Tercera División |
| 4    | C. D. Rincón                       | 46   | 26 | 13 | 7  | 6  | 41 | 29 | +12  |                            |
| 5    | Céltic Pulianas C. F.              | 46   | 27 | 13 | 7  | 7  | 35 | 21 | +14  |                            |
| 6    | C. D. Athletic de Coín             | 44   | 27 | 14 | 2  | 11 | 35 | 34 | +1   |                            |
| 7    | Begíjar C. F.                      | 42   | 26 | 12 | 6  | 8  | 43 | 30 | +13  |                            |
| 8    | U. D. San Pedron                   | 38   | 27 | 10 | 8  | 9  | 39 | 33 | +6   |                            |
| 9    | Atarfe Industrial C. F.            | 36   | 26 | 10 | 7  | 9  | 33 | 25 | +8   |                            |
| 10   | Arenas de Armilla CyD              | 36   | 26 | 10 | 6  | 10 | 28 | 21 | +7   |                            |
| 11   | Berja C. F.                        | 34   | 27 | 10 | 5  | 12 | 27 | 25 | +2   |                            |
| 12   | Villacarrillo C. F.                | 33   | 27 | 9  | 6  | 12 | 30 | 31 | −1   |                            |
| 13   | Martos C. D.                       | 30   | 12 | 9  | 3  | 0  | 26 | 27 | −1   |                            |
| 14   | C. D. Cantoria 2017                | 30   | 27 | 9  | 3  | 15 | 41 | 43 | −2   |                            |
| 15   | F. C. Cubillas de Albolote         | 29   | 26 | 6  | 11 | 9  | 21 | 35 | −14  |                            |
| 16   | C. D. Churriana                    | 27   | 26 | 7  | 6  | 13 | 22 | 35 | −13  |                            |
| 17   | C. D. Casabermeja                  | 24   | 27 | 6  | 6  | 15 | 30 | 52 | −22  |                            |
| 18   | Guadix C. F.                       | 22   | 26 | 5  | 7  | 14 | 26 | 65 | −39  |                            |
| 19   | C. D. Villanueva del Arzobispo     | 11   | 26 | 2  | 5  | 19 | 26 | 65 | −39  |                            |

Actualizado a los partidos jugados el 8 de marzo de 2020.
 Fuente: LaPreferente